# 카롤리나 마린
카롤리나 마리아 마린 마르틴(스페인어: Carolina María Marín Martín, 1993년 6월 15일~)은 스페인의 배드민턴 선수이다. 올림픽 우승 1회, 세계 선수권 대회 우승 3회, 유럽 선수권 대회 우승 5회를 달성했고, 66주 동안 BWF 랭킹 여자 단식 1위를 유지했다. 배드민턴 여자 단식 선수 중 가장 뛰어난 선수 중 한 명으로 간주되며, 거의 모든 BWF 토너먼트에서 메달을 획득했고 세계 선수권 대회와 유럽 선수권 대회에서 연속 금메달을 따낸 성과를 이뤄냈다.
2016년 하계 올림픽 여자 단식에서 금메달을 획득하여 유럽 여자 선수로는 처음으로 올림픽 배드민턴 금메달리스트가 되었다. 2014년, 2015년, 2018년 세계 선수권 대회 여자 단식 부문에서 3번 우승하며 세계 선수권 대회에서 3번 이상 우승한 최초의 여자 배드민턴 선수가 되었다. 또한 2014년, 2016년, 2017년, 2018년, 2021년 유럽 선수권 대회에서 5회 연속 우승했다.
마린은 스페인의 프로 축구 리그인 라리가와 멜리아 호텔의 브랜드 홍보대사로 임명되었다. 2024년엔 아스투리아스 공주상 스포츠 부문을 수상하였다.